# Walter Leisner
Walter Leisner (* 11. November 1929 in München; † 24. September 2023) war ein deutscher Rechtswissenschaftler und Hochschullehrer.

## Leben
Nach dem Abitur am humanistischen Wilhelmsgymnasium in München erfolgte die Aufnahme als Stipendiat in die Stiftung Maximilianeum. Von 1949 bis 1958 studierte Walter Leisner an den Universitäten München, Paris und Rom. Er promovierte an ihnen in Rechts- und Wirtschaftswissenschaften sowie in Philosophie. Nach dem Rechtsreferendariat habilitierte er 1960 im Öffentlichen Recht an der Ludwig-Maximilians-Universität (LMU).
Von 1961 bis 1998 war Walter Leisner Ordinarius für Staats-, Verwaltungs- und Völkerrecht in der Juristischen Fakultät der Universität Erlangen-Nürnberg. Rufe an die Rechtswissenschaftlichen Fakultäten der Universitäten Göttingen, Köln, Berlin (FU) und Augsburg lehnte er ab.
Von 1966 bis 1969 war Walter Leisner Mitglied des Planungsstabs im Bundeskanzleramt. Ab 1970 beriet er laufend die Bundesregierung, die Bayerische Staatsregierung sowie Private, vor allem Unternehmen in Rechtsfragen des Verfassungs- und Verwaltungsrechts, insbesondere des Öffentlichen Wirtschaftsrechts.
Zwischen 1975 und 2013 war er – mit kürzeren Unterbrechungen – als Dozent an der Hochschule für Politik München tätig sowie an der LUISS (Libera Università Internazionale degli Studi Sociali) in Rom. Von 1974 bis 2001 war er Wissenschaftlicher Leiter der volkswirtschaftlichen Adolf-Weber-Stiftung in München. Er wurde mit dem Bayerischen Verdienstorden sowie mit dem Verdienstorden der Italienischen Republik ausgezeichnet. Er ist Ehrendoktor der Universität Turin.
Walter Leisner war Mitglied der Vereinigung der Deutschen Staatsrechtslehrer.
Er war verheiratet. Seine beiden Kinder sind die Rechtswissenschaftler Anna Leisner-Egensperger und Walter Georg Leisner. Er verstarb am 24. September 2023.

## Werk
Leisner veröffentlichte eine große Zahl von Schriften zum Staats- und Verwaltungsrecht, zur Allgemeinen Staatslehre und Rechtsgeschichte:
Bis 1999 vgl. die Auflistung von 65 selbständigen Schriften sowie von 199 Beiträgen in Zeitschriften und Sammelwerken, bei Josef Isensee (Hrsg.), Freiheit und Eigentum, Festschrift für Walter Leisner, 1999, S. 1040–1055.
Ab 2000 wurden zahlreiche weitere Einzelbeiträge sowie bis zum Jahr 2017 insgesamt 17 Monographien veröffentlicht, darunter insbesondere:
- Das Volk, Realer oder Fiktiver Souverän? Berlin 2005, ISBN 3-428-11831-6.
- Napoleons Staatsgedanken auf St. Helena. Berlin 2006, ISBN 3-428-12227-5.
- Vertragsstaatlichkeit: Vereinbarung – eine Grundform des Öffentlichen Rechts. Berlin 2009, ISBN 978-3-428-13102-0.
- Staatsferne Privatheit in der Antike. Paderborn 2012, ISBN 978-3-506-77612-9.
- Institutionelle Evolution: Grundlinien einer Allgemeinen Staatslehre. Berlin 2012, ISBN 978-3-428-83889-9.
- Tradition und Verfassungsrecht. Berlin 2013, ISBN 978-3-428-14070-1.
- Platons Idealstaat und das Staatsrecht der Gegenwart. Berlin 2014, ISBN 978-3-428-84473-9.
- Personalismus, Individualethik im Staatsrecht. Berlin 2015, ISBN 978-3-428-14792-2.
- Tod im Staatsrecht. Berlin 2016, ISBN 978-3-428-14953-7.
- Das Unendliche im Staatsrecht: Geltung, Dimensionen, Dynamik der demokratischen Verfassung. Berlin 2017, ISBN 978-3-428-15141-7.
- Gleichgewicht der Staats-Gewalten. Wesen demokratischer Staatsmacht. Berlin 2018, ISBN 978-3-428-15632-0.
- Der schöne Staat. Ästhetik in rechtlicher Ordnung. Berlin 2018, ISBN 978-3-428-85532-2.
- Demokratie. Das Volk im Verteilungsstaat. Vom Werte-Staat zur Entwicklungs-Dynamik (- und zurück?). Berlin 2020, ISBN 978-3-428-15890-4.
- Der Zweifel im Staatsrecht. Berlin 2020, ISBN 978-3-428-18068-4.

## Auszeichnungen
- Träger des Bayerischen Verdienstordens
- Träger des Großoffizierskreuzes der Italienischen Republik
- Träger des Österreichischen Ehrenkreuzes für Wissenschaft und Kunst